# سانتواريو (كولومبيا)
سانتواريو (ارتفاع 1575 م) هي مدينة وبلدية في قسم ريزارالدا، كولومبيا.